# 雪铁龙C4 L

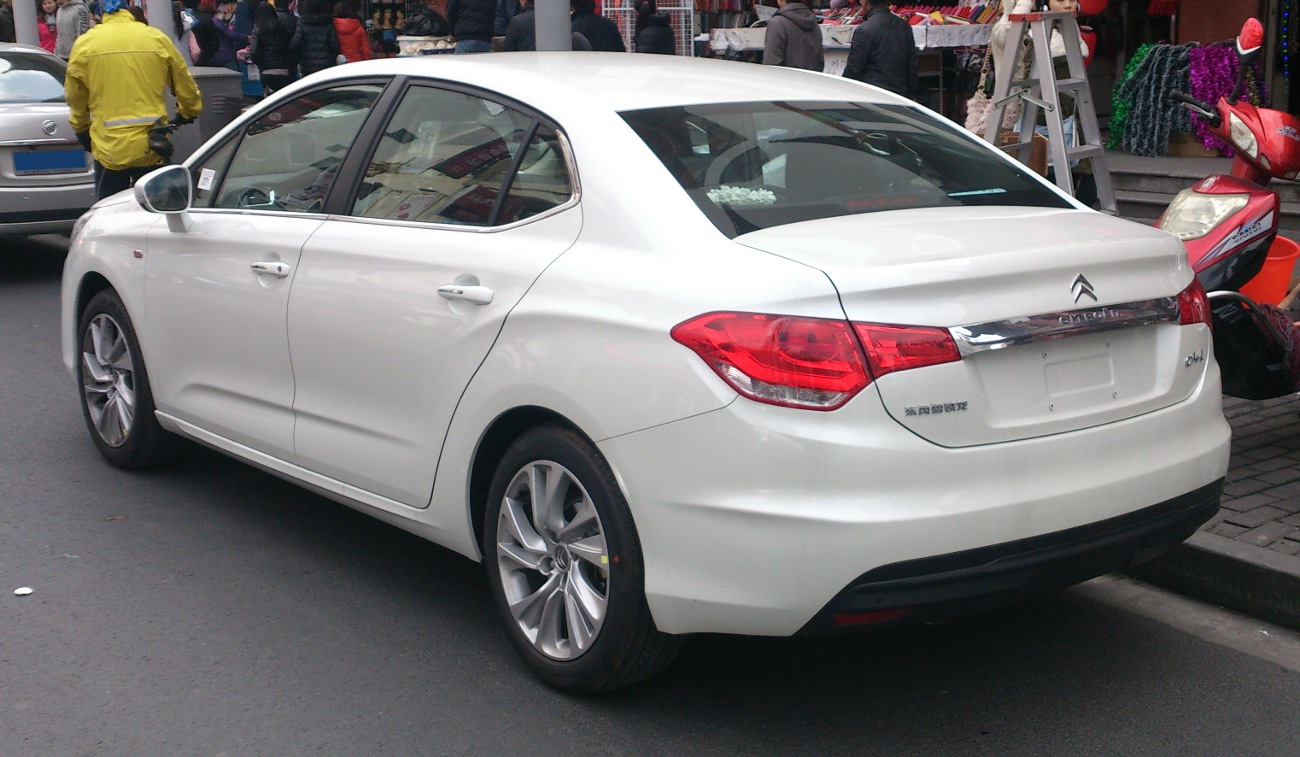
雪铁龙C4 L (後面)

雪铁龙C4 L是神龍汽車基于第二代雪铁龙C4开发的一款三厢版轿车。于2012年底在中国发布，并在2013年于俄罗斯开始生产销售，下一步计划推向南美市场。另外使用同一平台设计的还有标致408。
除了提供一个440升的行李箱，相较于两厢版原型2.62米的轴距，本车型轴距延长了约10厘米（至2.71米）。车头设计采用与第二代C4相似的宽镀铬格栅与头灯式样。后视镜则采用了C5和C6的设计。
引擎盖下，除了安装有连续可变正时气门系统的传统1.6升VTi汽油发送机外，雪铁龙还提供提供1.6THP涡轮增压汽油发动机，海外版C4 L提供的是功率150马力（EP6DT）与170马力版本（EP6DTS?），目前大陆生产的均安装163马力版本（EP6CDT），可以连接到一台6速自动变速器。2013年，推出了一款新的1.8L排量139马力VTi汽油发动机可供选择。